# زبان‌های بانتو
زبان‌های بانتو گروهی متشکل از حدود ۵۰۰ زبان است که در گستره وسیعی از آفریقای سیاه توسط بانتوها گویش می‌شوند. این زبان‌ها شاخه‌ای از خانوادهٔ زبان‌های نیجر-کنگو هستند. گسترهٔ پراکندگی این زبان‌ها باعث شده‌است که این گروه با حدود ۳۱۰میلیون گویشور پرکاربردترین گروه زبان‌های بومی در آفریقا باشد.
تعداد کل سخنگویان بانتو در اواسط سال ۲۰۱۰ حدود ۳۵۰ میلیون نفر تخمین زده شد که تقریباً برابر با ۳۰٪ از کل جمعیت آفریقا و ۵٪ از جمعیت کل جهان بود. زبان‌های بانتو به‌طور گسترده در جنوب شرق کامرون، سرتاسر مرکز، جنوب شرق و جنوب آفریقا تکلم می‌شوند. حدود یک ششم سخنگویان بانتو، و حدود یک سوم زبان‌های بانتو، در جمهوری دموکراتیک کنگو یافت می‌شوند (حدود ۶۰ میلیون سخنگو در سال ۲۰۱۵).
زبان سواحلی پرسخنگوترین زبان بانتو است؛ گرچه بیشتر سخنگویانش از آن به عنوان زبان دوم استفاده می‌کنند (نخست: ۱۶ میلیون، دوم: ۸۰ میلیون در ۲۰۱۵). دیگر زبان‌های بزرگ بانتو زولو، با ۲۷ میلیون (۱۵٫۷ میلیون دوم) و شونا با ۱۱ میلیون سخنگو هستند. اتنولوگ دو گویش نزدیک رواندایی و روندی را جدا از هم می‌شمرد، که اگر با هم در نظر گرفته شوند، حدود ۲۰ میلیون سخنگو دارند.

## زبان‌های مهم
زبان‌های مهم از خانواده بانتو عبارت‌اند از:
- در آفریقای مرکزی و شرقی
  - سواحلی
  - لینگالا
  - لوگاندا
  - گیکویو
  - بوکوسو
  - لوسوگا
  - کیکونگو
  - تشیلوبا
  - چیچوا
- در جنوب آفریقا
  - شونا
  - ندبله (سیندبله)
  - تسوانا
  - سسوتهو
  - زولو
  - خوسا
  - سپدی
  - سوازی
  - لوزی
  - اوشیوامبو
- در آفریقیای غربی
  - آبانیوم
  - ایبیبیو

## خاستگاه
زبان‌های بانتو از یک زبان نیا-بانتوی مشترک ریشه گرفته‌اند که گمان می‌رود در منطقه‌ای که امروزه کامرون در آفریقای مرکزی نامیده می‌شود، تکلم می‌شده است. در حدود ۲۵۰۰ تا ۳۰۰۰ سال پیش (بین ۱۰۰۰ پیش از میلاد تا ۵۰۰ پیش از میلاد)، گویشوران زبان نیا-بانتو مجموعه‌ای از مهاجرت‌ها به سوی شرق و جنوب را آغاز کردند و کشاورزی را با خود به همراه بردند. این گسترش بانتو به تدریج سراسر آفریقای زیر صحرای بزرگ را در شرق کامرون دربر گرفت؛ منطقه‌ای که اکنون مردمان بانتو تقریباً تمام جمعیت آن را تشکیل می‌دهند. برخی منابع دیگر آغاز گسترش بانتو را زودتر و در حدود ۳۰۰۰ پیش از میلاد تخمین زده‌اند.
اصطلاح فنی «بانتو» که به معنای «انسان‌ها» یا به‌سادگی «مردم» است، نخستین‌بار توسط ویلهلم بلیک (۱۸۲۷–۱۸۷۵) به‌کار برده شد، زیرا این مفهوم در بسیاری از زبان‌های این گروه بازتاب یافته است. ویژگی مشترک زبان‌های بانتو آن است که واژگانی مانند مونتو یا موتو را برای «انسان» یا به‌طور ساده «شخص» به‌کار می‌برند و پیشوند جمع برای اسم‌های مرتبط با انسان که با mu- (ردهٔ ۱) آغاز می‌شوند، در اغلب این زبان‌ها ba- (ردهٔ ۲) است؛ بنابراین واژهٔ بانتو به معنای «مردم» شکل می‌گیرد. بلیک و بعدها کارل مینهوف مطالعات گسترده‌ای در زمینهٔ مقایسهٔ ساختارهای دستوری زبان‌های بانتو انجام دادند.

## ساختار زبانی
گاتری واژگان و نظام آوایی زبان نیا-بانتو را بازسازی کرده‌است.
ویژگی برجستهٔ دستوری در زبان‌های بانتو استفادهٔ گسترده از وندهاست (برای بررسی تفصیلی این وندها بنگرید به دستور زبان سوتو و رده‌های اسمی در زبان لوگاندا). هر اسم در یکی از رده‌های اسمی جای می‌گیرد و هر زبان ممکن است چندین ردهٔ شماره‌دار داشته باشد، تا حدی مشابه جنسیت دستوری در زبان‌های اروپایی. این رده با پیشوندی مشخص می‌شود که بخشی از اسم است و نیز با نشانه‌های تطابقی که در فعل و ریشه‌های توصیفی وابسته به اسم ظاهر می‌شوند. برای نشان دادن جمع، اسم به رده‌ای دیگر منتقل می‌شود و پیشوند آن نیز تغییر می‌کند. همهٔ زبان‌های بانتو پی‌بستی هستند.
افعال در این زبان‌ها معمولاً چند پیشوند دارند، هرچند در زبان‌های بانتوی غربی این پیشوندها اغلب به‌صورت واژه‌های مستقل تلقی می‌شوند. برای نمونه، در زبان سواحیلی جملهٔ «Kitoto kidogo kimekisoma» (در مقایسه با Shona: «Kamwana kadoko karikuverenga») به‌معنای «کودک کوچک آن [کتاب] را خوانده است» می‌باشد. در اینجا «kitoto» به‌معنای «کودک» است که پیشوند صفتی «ki-» (نشانهٔ تصغیر) و پیشوند فاعلی فعل «a-» را کنترل می‌کند. سپس، نشانهٔ زمان گذشتهٔ کامل «-me-» و شناسهٔ مفعولی «-ki-» می‌آید که با اسم ضمنی «kitabu» (کتاب؛ وام‌گرفته از عربی «کتاب») هماهنگ است. اگر «کودک» به صورت جمع «vitoto» شود، جمله به «Vitoto vidogo vimekisoma» تغییر می‌کند، و اگر مفعول نیز جمع شود (یعنی «vitabu»)، جمله به «vitoto vidogo vimevisoma» می‌رسد.
واژه‌های بانتویی معمولاً از هجای باز نوع CV (همخوان-واکه) تشکیل می‌شوند و بیشتر زبان‌ها به‌طور کامل به این ساختار پایبندند. با این حال، زبان بوشونگ که توسط یان وانسینا ثبت شده، همخوان پایانی دارد. در زبان تونگا در مالاوی نیز افت هجاهای پایانی گزارش شده است، هرچند در نوشتار حفظ می‌شوند. شکل واژگانی در زبان‌های بانتو معمولاً CV، VCV، CVCV، VCVCV و مانند آن است، یعنی ترکیب‌هایی از CV با احتمال یک هجا با واکه در آغاز. از این رو، ویژگی بارز این خانوادهٔ زبانی آن است که تقریباً تمام واژه‌ها به واکه ختم می‌شوند، چراکه ساختار هجایی بسته (CVC) در اغلب زبان‌های ثبت‌شده مجاز نیست.
تمایل به اجتناب از همخوان‌آغازی در برخی موقعیت‌ها، در هنگام وام‌گیری از زبان‌هایی مانند انگلیسی نمود می‌یابد. برای نمونه، در زبان چوا، واژهٔ «school» از انگلیسی وام گرفته شده و به «sukulu» تبدیل شده است. در این فرایند، خوشهٔ آغازین sk- با درج واکهٔ -u- شکسته شده و واکه‌ای نیز در پایان افزوده شده است. نمونهٔ دیگر «buledi» برای «bread» است. پدیده‌ای مشابه در زبان‌های غیرآفریقایی پیرو ساختار CV مانند ژاپنی نیز دیده می‌شود. با این حال، در برخی زبان‌های بانتو مانند شونا یا ماکوا، خوشه‌های همخوانی در آغاز هجا به‌راحتی پذیرفته می‌شوند.
به‌جز معدود استثناهایی مانند سواحیلی و روتورو، زبان‌های بانتو آوای واختی دارند و از دو تا چهار لحن ثبت‌شده در آن‌ها وجود دارد.

### تکرار
تکرار یکی از پدیده‌های واژ‌-ساختی رایج در زبان‌های بانتو است که معمولاً برای نشان دادن تکرار یا شدت بیشتر عملی که توسط ریشهٔ فعل غیرتکرارشونده بیان شده، به‌کار می‌رود.
مثلاً در زبان سواحیلی، واژهٔ piga به‌معنای «زدن» است، و شکل تکراری pigapiga به‌معنای «بارها زدن» یا «ضربات مکرر» است.
نام‌های مشهوری که از تکرار بهره می‌برند شامل Bafana Bafana (تیم ملی فوتبال آفریقای جنوبی)، Chipolopolo (تیم ملی فوتبال زامبیا)، اریک ژمبا-ژمبا و لومانا لوا لوا هستند.
تکرار گاهی برای تأکید نیز به‌کار می‌رود، مثلاً در عبارت «Mwenda pole hajikwai» به‌معنای «کسی که آرام می‌رود، زمین نمی‌خورد»، واژهٔ «pole» آرام معنا می‌دهد، اما در جملهٔ «Pole pole ndio mwendo» یعنی «آهسته و پیوسته رفتن، بهترین حرکت است»، تکرار «pole» بر استمرار تأکید دارد.، مانند آرام آرام در فارسی. همچنین «Haraka haraka» به‌معنای «تند تند» است، مانند «Njoo! Haraka haraka» یعنی «بیا! زود باش»، مانند یالله یالله در فارسی.
در برخی زبان‌ها، تکرار معنای عکس دارد؛ یعنی شدت کمتر، مدت کوتاه‌تر یا تکرار کمتر را می‌رساند.
مثلاً در شونا و تسونگا، famba به‌معنای «راه رفتن» است، اما famba-famba به‌معنای «راه رفتن بی‌هدف» یا «راه رفتن کوتاه» است.
در زولو و سواتی، hamba یعنی «رفتن» ولی hambahamba یعنی «کمی رفتن».
همچنین shaya یعنی «زدن» ولی shayashaya به‌معنای «چند ضربهٔ سبک زدن».
در شونا، kwenya به‌معنای «خراشیدن» و kwenyakwenya به‌معنای «زیاد خاراندن» است.
در لویا، cheenda به‌معنای «راه رفتن» و cheendacheenda یعنی «اندکی قدم زدن».

### رده اسمی
در زبان‌های بانتو، اسم‌ها به رده‌های اسمی مشخصی تقسیم می‌شوند که هر کدام پیشوند خاص خود را دارند. جدول زیر، رده‌های رایج را نشان می‌دهد:

### نحو
تقریباً همهٔ زبان‌های بانتو دارای ترتیب واژگانی فاعل-فعل-مفعول هستند، اما برخی مانند زبان نن در کامرون از ترتیب فاعل-مفعول-فعل استفاده می‌کنند.

## دسته‌بندی
نمودار درختی ساده شاخه‌های بانتو توسط گرولموند (۲۰۱۲):
|  | A40-50-60-70: زبان‌های باسا، زبان‌های بافیا، زبان‌های امبام، زبان بتی |
|  |                                                                    |
|  | A10-20-30: زبان‌های ساوابانتو، زبان‌های ماننگوبا                     |
|  |                                                                    |

|  | A80-90: زبان‌های ماکا-انجم |
|  |                           |
|  | B20: زبان‌های کله          |
|  |                           |

|  | A40-50-60-70: زبان‌های باسا، زبان‌های بافیا، زبان‌های امبام، زبان بتی |
|  |                                                                    |
|  | A10-20-30: زبان‌های ساوابانتو، زبان‌های ماننگوبا                     |
|  |                                                                    |

|  | A80-90: زبان‌های ماکا-انجم |
|  |                           |
|  | B20: زبان‌های کله          |
|  |                           |

|  | B10: زبان مینه     |
|  |                    |
|  | B30: زبان‌های تسوگو |
|  |                    |

|  | A40-50-60-70: زبان‌های باسا، زبان‌های بافیا، زبان‌های امبام، زبان بتی |
|  |                                                                    |
|  | A10-20-30: زبان‌های ساوابانتو، زبان‌های ماننگوبا                     |
|  |                                                                    |

|  | A80-90: زبان‌های ماکا-انجم |
|  |                           |
|  | B20: زبان‌های کله          |
|  |                           |

|  | A40-50-60-70: زبان‌های باسا، زبان‌های بافیا، زبان‌های امبام، زبان بتی |
|  |                                                                    |
|  | A10-20-30: زبان‌های ساوابانتو، زبان‌های ماننگوبا                     |
|  |                                                                    |

|  | A80-90: زبان‌های ماکا-انجم |
|  |                           |
|  | B20: زبان‌های کله          |
|  |                           |

|  | B10: زبان مینه     |
|  |                    |
|  | B30: زبان‌های تسوگو |
|  |                    |

|  | C10-20-30: زبان‌های نگوندی-نگیری، زبان‌های امبوشی، زبان‌های بانگی-انتومبا |
|  |                                                                        |
|  | C40-D20-D32: زبان‌های باتی-آنگبا، زبان‌های لگا-بینجا، زبان بیرا          |
|  |                                                                        |

|  | B80-C60-70-80: زبان‌های بوما-دزینگ، زبان‌های سوکو، زبان‌های تتلا، زبان‌های بوشونگ                             |
|  | |
|  | B40-H10-30-B50-60-70: زبان‌های سیرا، زبان‌های کنگو، زبان‌های یاکا، زبان‌های انزبی، زبان‌های امبته، زبان‌های تکه |
|  | |
|  | L10-H40: زبان‌های پنده، زبان هونگانا                                                                       |
|  | |

|  | C10-20-30: زبان‌های نگوندی-نگیری، زبان‌های امبوشی، زبان‌های بانگی-انتومبا |
|  |                                                                        |
|  | C40-D20-D32: زبان‌های باتی-آنگبا، زبان‌های لگا-بینجا، زبان بیرا          |
|  |                                                                        |

|  | B80-C60-70-80: زبان‌های بوما-دزینگ، زبان‌های سوکو، زبان‌های تتلا، زبان‌های بوشونگ                             |
|  | |
|  | B40-H10-30-B50-60-70: زبان‌های سیرا، زبان‌های کنگو، زبان‌های یاکا، زبان‌های انزبی، زبان‌های امبته، زبان‌های تکه |
|  | |
|  | L10-H40: زبان‌های پنده، زبان هونگانا                                                                       |
|  | |

|  | C50-D10: زبان‌های سوکو، زبان لنگولا                                         |
|  |                                                                            |
|  | D10-20-30-40-JD50: زبان‌های امبوله-انیا، زبان‌های کومو-بیرا، زبان‌های شی-هاوو |
|  |                                                                            |

|  | C10-20-30: زبان‌های نگوندی-نگیری، زبان‌های امبوشی، زبان‌های بانگی-انتومبا |
|  |                                                                        |
|  | C40-D20-D32: زبان‌های باتی-آنگبا، زبان‌های لگا-بینجا، زبان بیرا          |
|  |                                                                        |

|  | B80-C60-70-80: زبان‌های بوما-دزینگ، زبان‌های سوکو، زبان‌های تتلا، زبان‌های بوشونگ                             |
|  | |
|  | B40-H10-30-B50-60-70: زبان‌های سیرا، زبان‌های کنگو، زبان‌های یاکا، زبان‌های انزبی، زبان‌های امبته، زبان‌های تکه |
|  | |
|  | L10-H40: زبان‌های پنده، زبان هونگانا                                                                       |
|  | |

|  | C10-20-30: زبان‌های نگوندی-نگیری، زبان‌های امبوشی، زبان‌های بانگی-انتومبا |
|  |                                                                        |
|  | C40-D20-D32: زبان‌های باتی-آنگبا، زبان‌های لگا-بینجا، زبان بیرا          |
|  |                                                                        |

|  | B80-C60-70-80: زبان‌های بوما-دزینگ، زبان‌های سوکو، زبان‌های تتلا، زبان‌های بوشونگ                             |
|  | |
|  | B40-H10-30-B50-60-70: زبان‌های سیرا، زبان‌های کنگو، زبان‌های یاکا، زبان‌های انزبی، زبان‌های امبته، زبان‌های تکه |
|  | |
|  | L10-H40: زبان‌های پنده، زبان هونگانا                                                                       |
|  | |

|  | C50-D10: زبان‌های سوکو، زبان لنگولا                                         |
|  |                                                                            |
|  | D10-20-30-40-JD50: زبان‌های امبوله-انیا، زبان‌های کومو-بیرا، زبان‌های شی-هاوو |
|  |                                                                            |

|  | A40-50-60-70: زبان‌های باسا، زبان‌های بافیا، زبان‌های امبام، زبان بتی |
|  |                                                                    |
|  | A10-20-30: زبان‌های ساوابانتو، زبان‌های ماننگوبا                     |
|  |                                                                    |

|  | A80-90: زبان‌های ماکا-انجم |
|  |                           |
|  | B20: زبان‌های کله          |
|  |                           |

|  | A40-50-60-70: زبان‌های باسا، زبان‌های بافیا، زبان‌های امبام، زبان بتی |
|  |                                                                    |
|  | A10-20-30: زبان‌های ساوابانتو، زبان‌های ماننگوبا                     |
|  |                                                                    |

|  | A80-90: زبان‌های ماکا-انجم |
|  |                           |
|  | B20: زبان‌های کله          |
|  |                           |

|  | B10: زبان مینه     |
|  |                    |
|  | B30: زبان‌های تسوگو |
|  |                    |

|  | A40-50-60-70: زبان‌های باسا، زبان‌های بافیا، زبان‌های امبام، زبان بتی |
|  |                                                                    |
|  | A10-20-30: زبان‌های ساوابانتو، زبان‌های ماننگوبا                     |
|  |                                                                    |

|  | A80-90: زبان‌های ماکا-انجم |
|  |                           |
|  | B20: زبان‌های کله          |
|  |                           |

|  | A40-50-60-70: زبان‌های باسا، زبان‌های بافیا، زبان‌های امبام، زبان بتی |
|  |                                                                    |
|  | A10-20-30: زبان‌های ساوابانتو، زبان‌های ماننگوبا                     |
|  |                                                                    |

|  | A80-90: زبان‌های ماکا-انجم |
|  |                           |
|  | B20: زبان‌های کله          |
|  |                           |

|  | B10: زبان مینه     |
|  |                    |
|  | B30: زبان‌های تسوگو |
|  |                    |

|  | C10-20-30: زبان‌های نگوندی-نگیری، زبان‌های امبوشی، زبان‌های بانگی-انتومبا |
|  |                                                                        |
|  | C40-D20-D32: زبان‌های باتی-آنگبا، زبان‌های لگا-بینجا، زبان بیرا          |
|  |                                                                        |

|  | B80-C60-70-80: زبان‌های بوما-دزینگ، زبان‌های سوکو، زبان‌های تتلا، زبان‌های بوشونگ                             |
|  | |
|  | B40-H10-30-B50-60-70: زبان‌های سیرا، زبان‌های کنگو، زبان‌های یاکا، زبان‌های انزبی، زبان‌های امبته، زبان‌های تکه |
|  | |
|  | L10-H40: زبان‌های پنده، زبان هونگانا                                                                       |
|  | |

|  | C10-20-30: زبان‌های نگوندی-نگیری، زبان‌های امبوشی، زبان‌های بانگی-انتومبا |
|  |                                                                        |
|  | C40-D20-D32: زبان‌های باتی-آنگبا، زبان‌های لگا-بینجا، زبان بیرا          |
|  |                                                                        |

|  | B80-C60-70-80: زبان‌های بوما-دزینگ، زبان‌های سوکو، زبان‌های تتلا، زبان‌های بوشونگ                             |
|  | |
|  | B40-H10-30-B50-60-70: زبان‌های سیرا، زبان‌های کنگو، زبان‌های یاکا، زبان‌های انزبی، زبان‌های امبته، زبان‌های تکه |
|  | |
|  | L10-H40: زبان‌های پنده، زبان هونگانا                                                                       |
|  | |

|  | C50-D10: زبان‌های سوکو، زبان لنگولا                                         |
|  |                                                                            |
|  | D10-20-30-40-JD50: زبان‌های امبوله-انیا، زبان‌های کومو-بیرا، زبان‌های شی-هاوو |
|  |                                                                            |

|  | C10-20-30: زبان‌های نگوندی-نگیری، زبان‌های امبوشی، زبان‌های بانگی-انتومبا |
|  |                                                                        |
|  | C40-D20-D32: زبان‌های باتی-آنگبا، زبان‌های لگا-بینجا، زبان بیرا          |
|  |                                                                        |

|  | B80-C60-70-80: زبان‌های بوما-دزینگ، زبان‌های سوکو، زبان‌های تتلا، زبان‌های بوشونگ                             |
|  | |
|  | B40-H10-30-B50-60-70: زبان‌های سیرا، زبان‌های کنگو، زبان‌های یاکا، زبان‌های انزبی، زبان‌های امبته، زبان‌های تکه |
|  | |
|  | L10-H40: زبان‌های پنده، زبان هونگانا                                                                       |
|  | |

|  | C10-20-30: زبان‌های نگوندی-نگیری، زبان‌های امبوشی، زبان‌های بانگی-انتومبا |
|  |                                                                        |
|  | C40-D20-D32: زبان‌های باتی-آنگبا، زبان‌های لگا-بینجا، زبان بیرا          |
|  |                                                                        |

|  | B80-C60-70-80: زبان‌های بوما-دزینگ، زبان‌های سوکو، زبان‌های تتلا، زبان‌های بوشونگ                             |
|  | |
|  | B40-H10-30-B50-60-70: زبان‌های سیرا، زبان‌های کنگو، زبان‌های یاکا، زبان‌های انزبی، زبان‌های امبته، زبان‌های تکه |
|  | |
|  | L10-H40: زبان‌های پنده، زبان هونگانا                                                                       |
|  | |

|  | C50-D10: زبان‌های سوکو، زبان لنگولا                                         |
|  |                                                                            |
|  | D10-20-30-40-JD50: زبان‌های امبوله-انیا، زبان‌های کومو-بیرا، زبان‌های شی-هاوو |
|  |                                                                            |